# Plusiopalpa shisa
Plusiopalpa shisa là một loài bướm đêm trong họ Noctuidae.